# 戈采代爾切夫足球俱樂部
戈采代爾切夫足球俱樂部是保加利亞的一家足球俱樂部。主場位於戈采代爾切夫。球隊參加保加利亞足球甲級聯賽的賽事。

## 外部連結
- Official site[]
- Pirin Gotse Delchev （页面存档备份，存于） at Bulgarian Club Directory.
- Pirin Gotse Delchev （页面存档备份，存于） at Soccerway.